# Hatesphere
Hatesphere – duńska grupa muzyczna wykonująca death metal z elementami thrash metalu.

## Muzycy

### Obecny skład zespołu
- Peter "Pepe" Lyse Hansen – gitara (od 1993)
- Jakob Nyholm – gitara (od 2007)
- Mike Park – perkusja (od 2009)
- Esben "Esse" Hansen – śpiew (od 2010)
- Jimmy Nedergaard – gitara basowa (od 2011)

### Byli członkowie
- Jesper Moesgaard – perkusja (1993-2000)
- Claus Nielsen – wokal (1993–1996)
- Frantz Dhin – gitara basowa (1993–1999)
- Jan Moesgaard – gitara (1995–2000)
- Niels Peter "Ziggy" Siegfredsen – gitara (2000−2002)
- Morten Toft Hansen – perkusja (2000−2003)
- Anders Gyldenřhr – perkusja (2003–2007)
- Henrik Bastrup Jacobsen – gitara (2002–2007)
- Jacob Bredahl – wokal (1997–2007)
- Dennis Buhl – perkusja (2007–2009)
- Jonathan "Joller" Albrechtsen – śpiew (2007−2010)
- Mixen Lindberg – gitara basowa (2007−2010)
- Mikael Ehlert Hansen – gitara basowa (1999–2007, 2010–2011)

## Dyskografia

### Albumy
| 2001                           | Hatesphere - Data: 2001 - Wydawca: Scarlet Records                          | –  |
| 2002                           | Bloodred Hatred - Data: 2002 - Wydawca: Scarlet Records                     | –  |
| 2004                           | Ballet of the Brute - Data: 7 czerwca 2004 - Wydawca: Scarlet Records       | –  |
| 2005                           | The Sickness Within - Data: 26 września 2005 - Wydawca: Steamhammer Records | –  |
| 2007                           | Serpent Smiles and Killer Eyes - Data: 27 kwietnia 2007 - Wydawca: SPV GmbH | 26 |
| 2009                           | To the Nines - Data: 25 marca 2009 - Wydawca: Napalm Records                | 36 |
| 2011                           | The Great Bludgeoning - Data: 21 września 2011 - Wydawca: Napalm Records    | 40 |
| 2015                           | New Hell - Data: 20 listopada 2015 - Wydawca: Massacre Records              | –  |
| "—" pozycja nie była notowana. |                                                                             |    |

### Minialbumy
| Rok  | Tytuł |
| ---- | --- |
| 2003 | Something old, Something New, Something Borrowed and Something Black - Data: 8 grudnia 2003 - Wydawca: Scarlet Records |
| 2005 | The Killing - Data: 31 stycznia 2005 - Wydawca: Steamhammer Records                                                    |

## Teledyski
| Rok  | Tytuł                                | Reżyseria/Realizacja                             | Album                          | Źródło |
| ---- | ------------------------------------ | ------------------------------------------------ | ------------------------------ | ------ |
| 2006 | "Reaper Of Life"                     | Søren, Division666                               | The Sickness Within            | [ 5 ]  |
| 2006 | "The Sickness Within"                | Claus Reinhold, Soren Dybdal, Søren, Division666 | The Sickness Within            | [ 5 ]  |
| 2007 | "Floating"                           | Casper Balslev, Theis Mortensen, Steen Linde     | Serpent Smiles And Killer Eyes | [ 5 ]  |
| 2007 | "Drinking With The King Of The Dead" | —                                                | Serpent Smiles And Killer Eyes | [ 5 ]  |
| 2007 | "Forever War"                        | —                                                | Serpent Smiles And Killer Eyes | [ 5 ]  |
| 2009 | "To The Nines"                       | Michel Winckler-Krog                             | To The Nines                   | [ 5 ]  |